# Margarita Khemlin
Margarita Khemlin (en russe : Маргарита Михайловна Хемлин), née le 6 juillet 1960 à Tchernihiv et morte le 24 octobre 2015  à Moscou, est un écrivain russe, d'ascendance juive-ukrainienne.

## Biographie
Fille de Mikhaïl Khemlin - un contremaitre, et de Vera Meierovskaïa - une physiothérapeute, Margarita Khemlin fait ses études à l'Institut de littérature Maxime-Gorki de Moscou en 1980-1985. Elle travaille ensuite dans les éditions Fizkultura i sport, dans la rubrique théâtrale de Nezavissimaïa Gazeta (1991-1992), dans la section des arts du quotidien Segondnia (1993-1996), comme rédactrice de la rubrique politique dans la revue Itogi. En 1996-2007, elle travaille pour la chaine Pierviy Kanal.
En 2005, elle publie le cycle de nouvelles Adieux d'une juive dans la revue mensuelle Znamia. 

## Œuvres
- Живая очередь, 2008
- Великая княгиня Елизавета Фёдоровна, 2009
- Клоцвог, 2009
- Крайний, 2010
- Дознаватель, 2012

- traduit en français sous le titre L’Investigateur par Bernard Kreise, Lausanne, Suisse, Éditions Noir sur Blanc, coll. « Littérature étrangère », 2016, 336 p.  (ISBN 978-2-88250-403-6)